# کلاته نای
کلاته نای به گویش محلی کلاته نایی یا کِلَتنَیی یا کِلتِنَیی نام روستایی عشایری از توابع بخش مرکزی شهرستان کاشمر در استان خراسان رضوی است. این روستا در دهستان بالا ولایت قرار دارد و برپایهٔ سرشماری سال ۱۳۸۵ جمعیت آن ۱۲۵ نفر (۲۲ خانوار) بوده است. همچنین برپایهٔ سرشماری سال ۱۳۹۵ جمعیت آن خالی از سکنه اعلام شد.

## نگارخانه

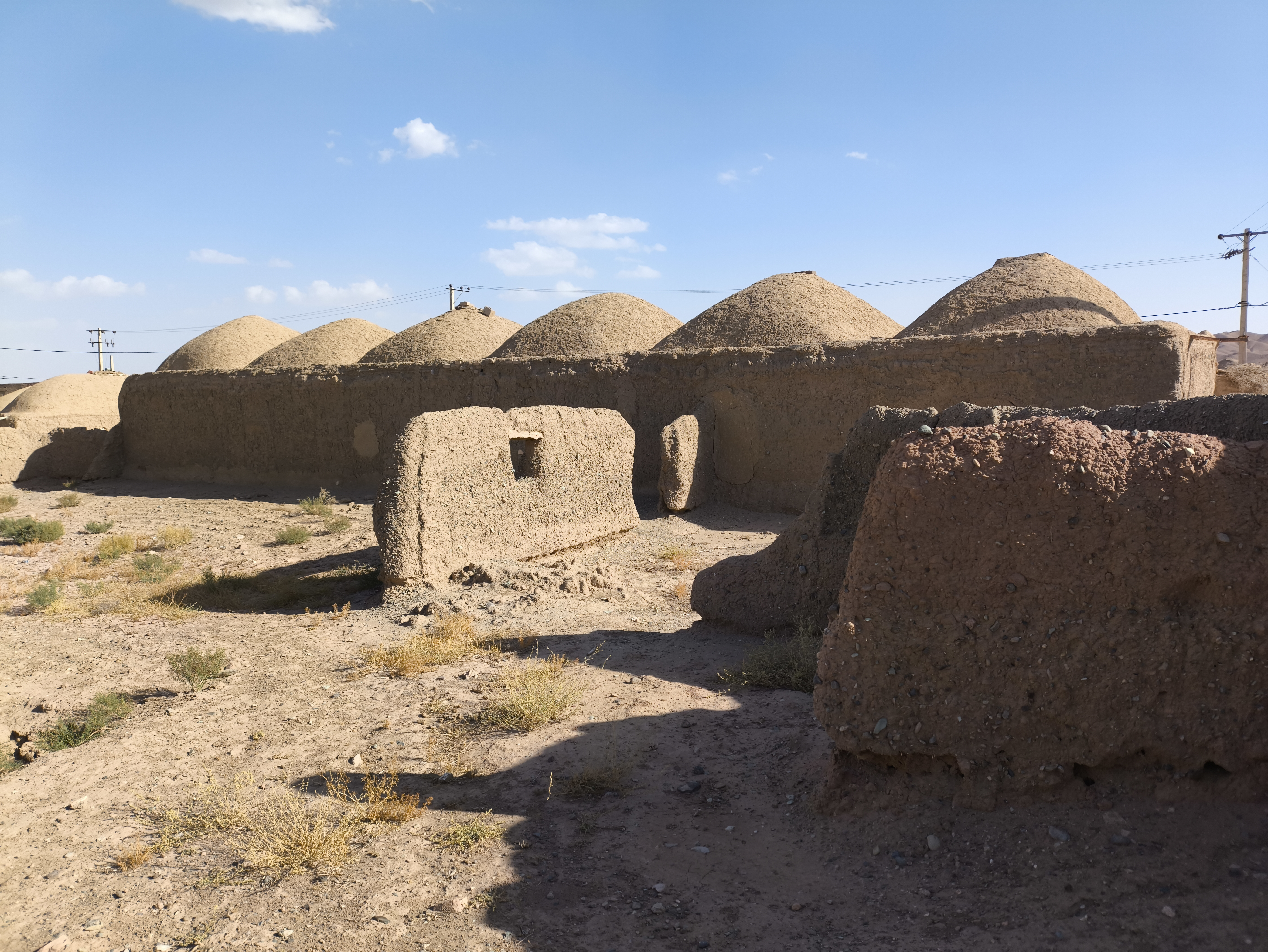
نمایی از روستای کلاته نای
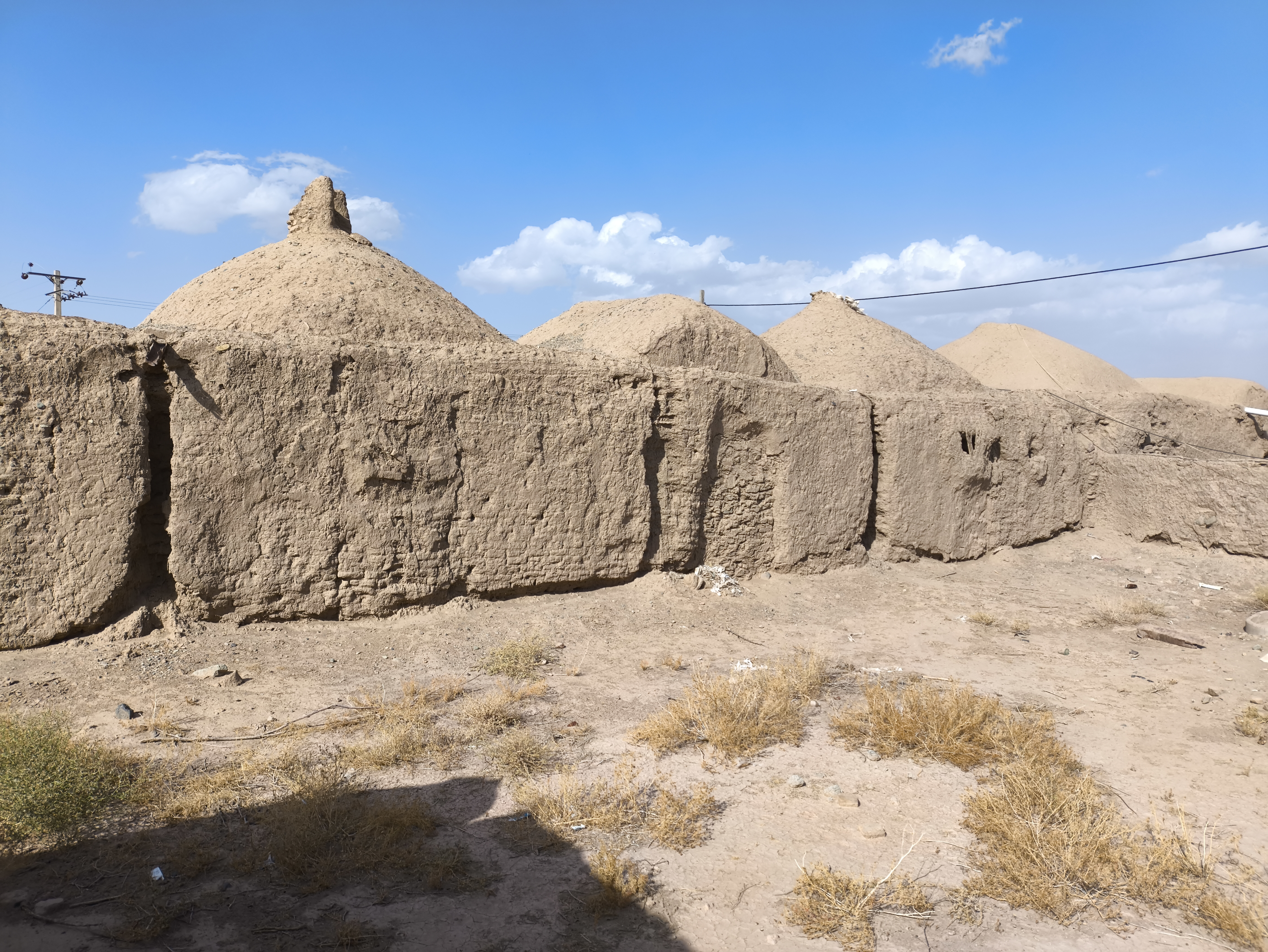
نمایی از روستای کلاته نای
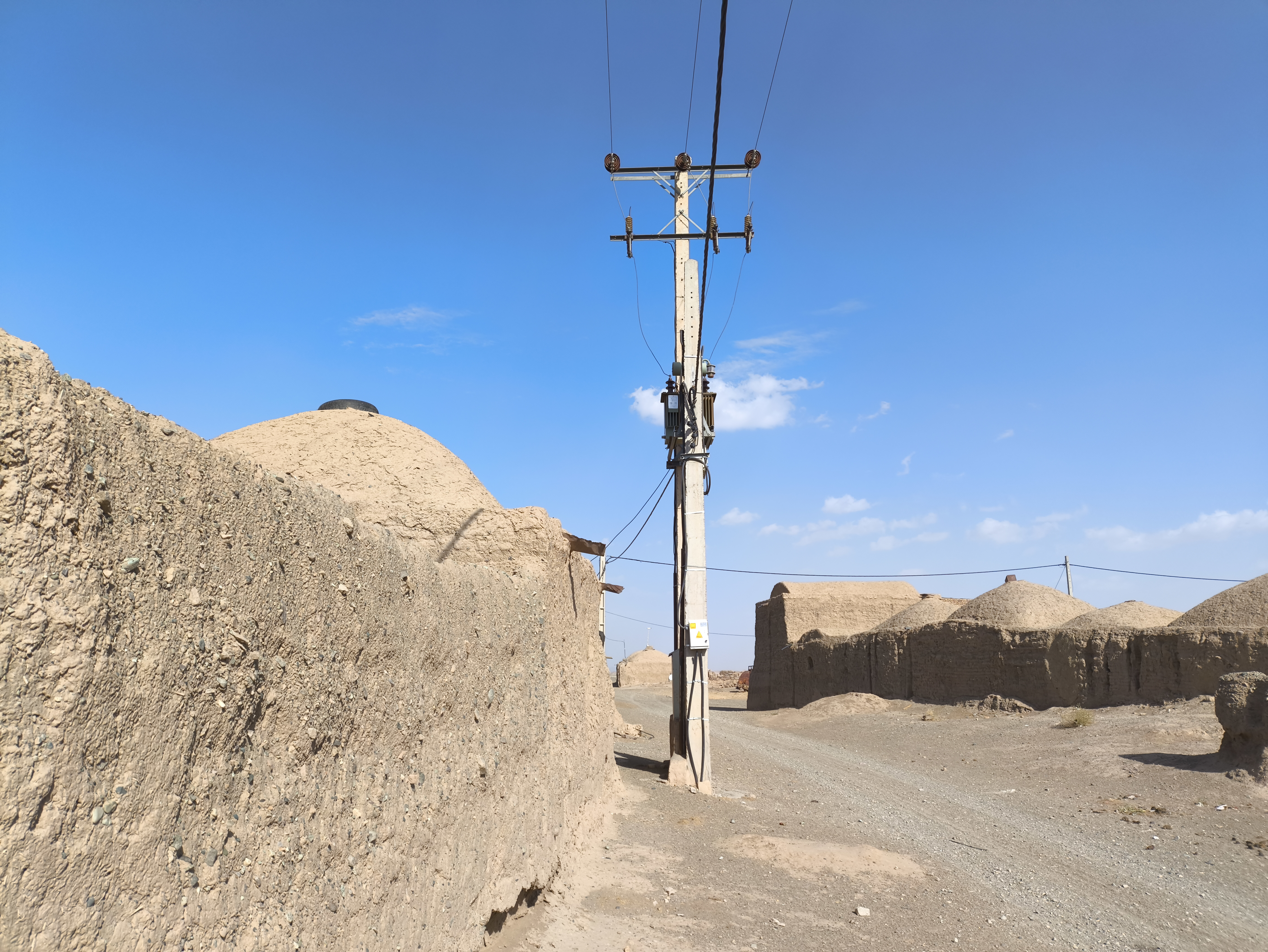
نمایی از روستای کلاته نای
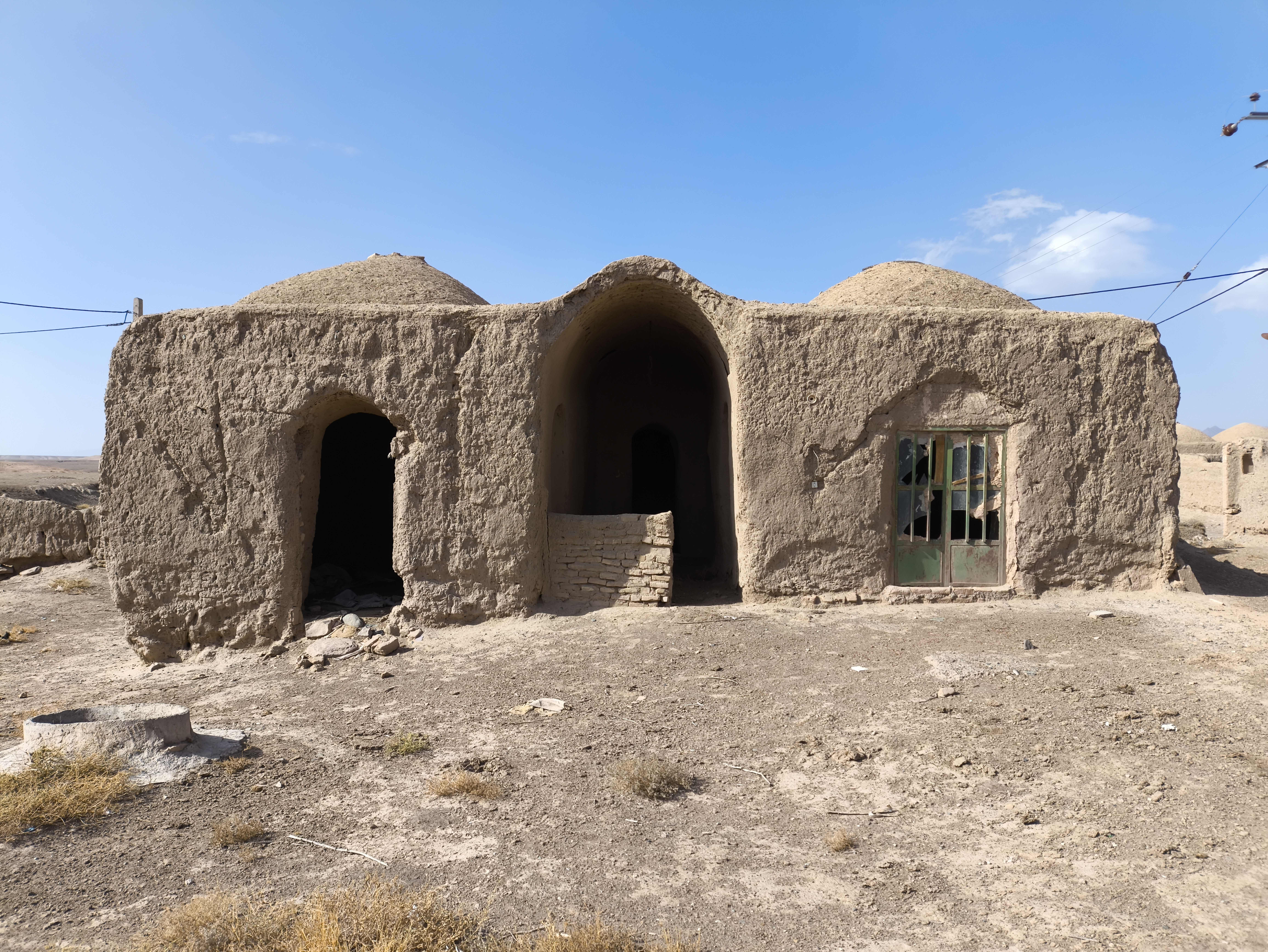
نمایی از روستای کلاته نای
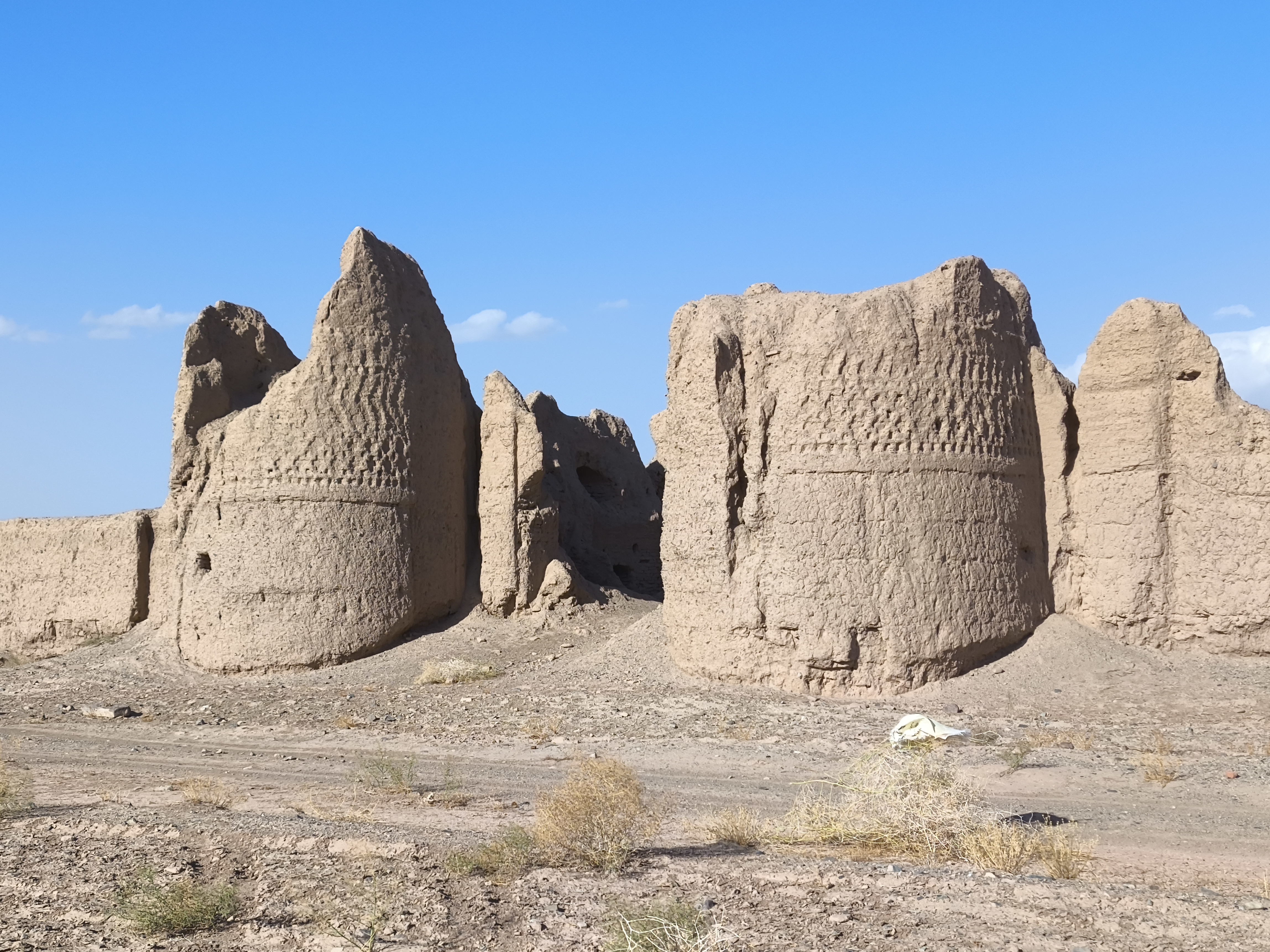
قلعه ابوالقاسمی
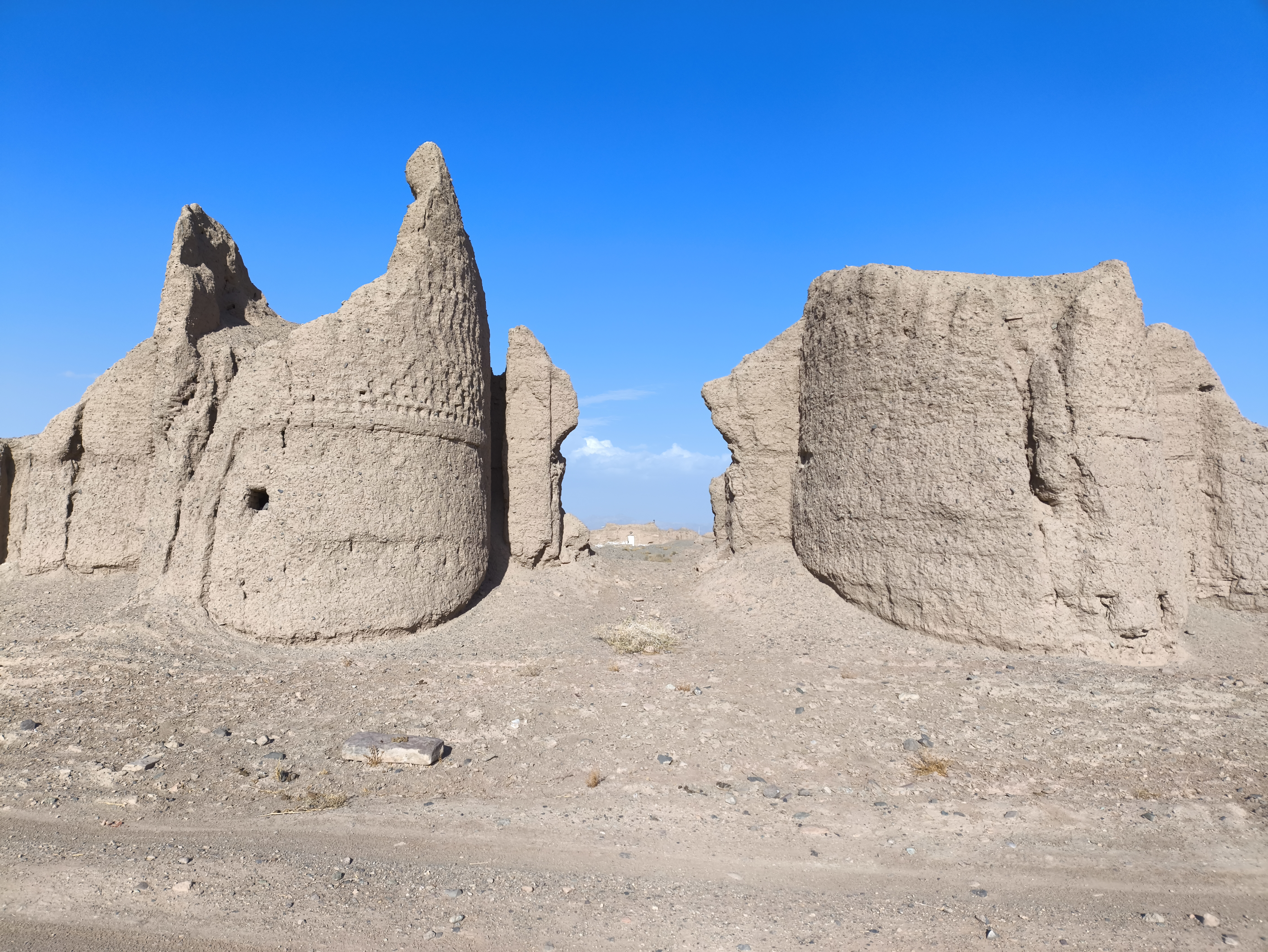
قلعه ابوالقاسمی
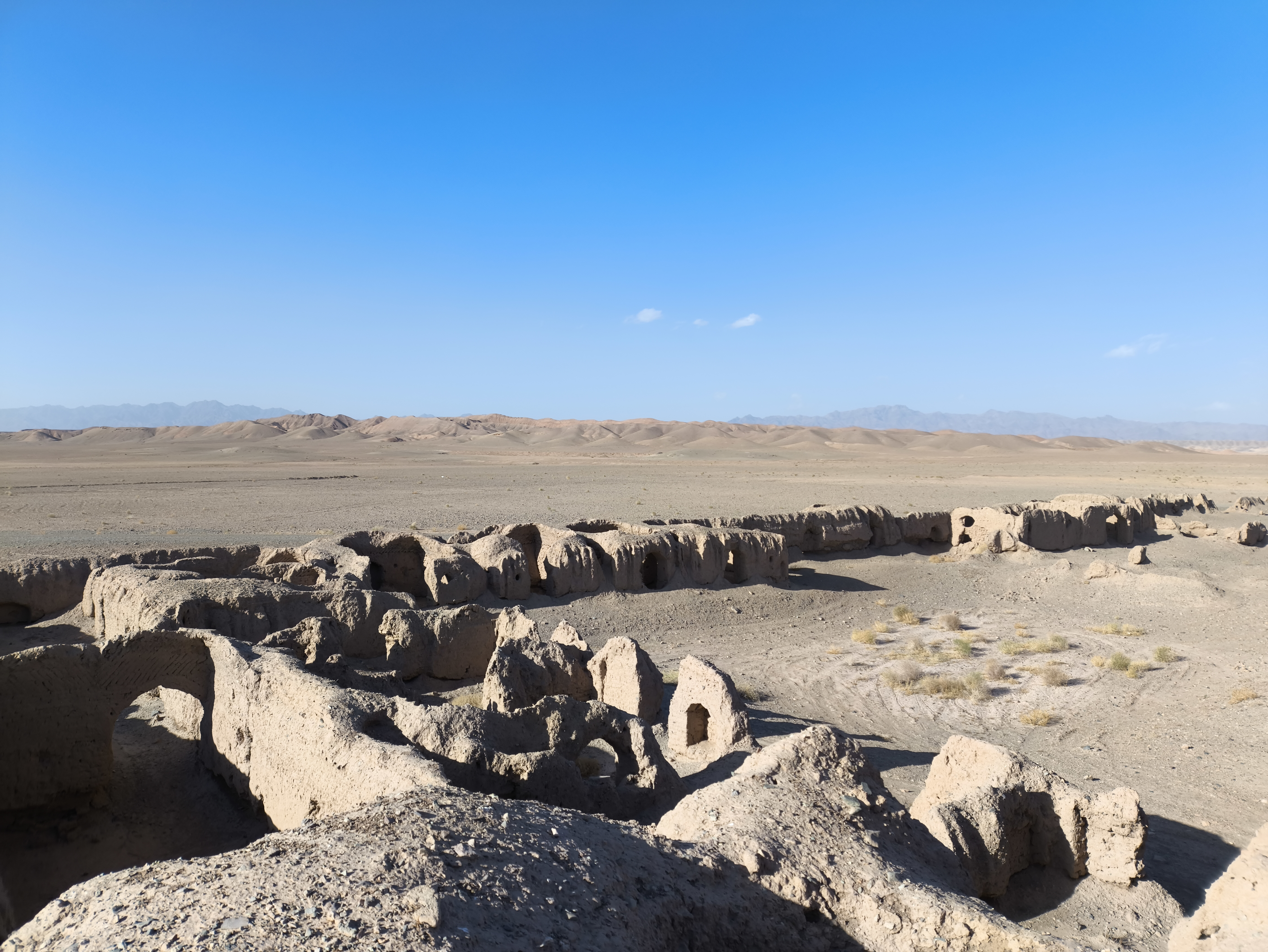
قلعه ابوالقاسمی
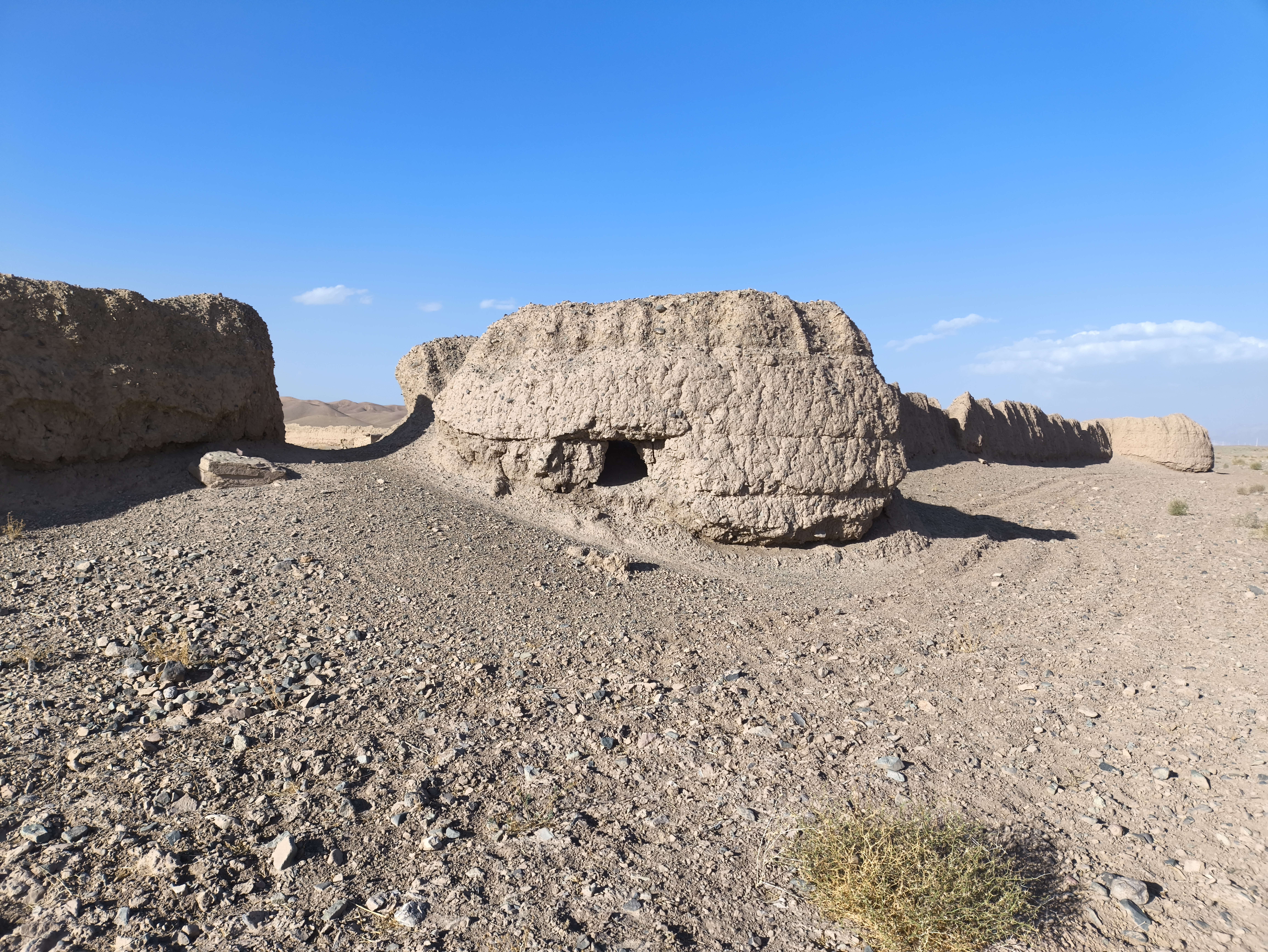
قلعه ابوالقاسمی